# Єфремов Герберт Олександрович
Герберт Олександрович Єфремов (нар. 15 березня 1933, Мале Заріччя, Білозерський район, Вологодська область, СРСР) — радянський і російський учений, конструктор ракетної та ракетно-космічної техніки. Почесний Генеральний директор, почесний Генеральний конструктор "НВО машинобудування". Професор МДТУ імені Баумана, кандидат технічних наук.
Герой Соціалістичної Праці (1963) і Герой Праці Російської Федерації (2017) (один з трьох людей, удостоєних обох звань). Лауреат Ленінської премії (1982), Державної премії СРСР (1974) і премії Уряду РФ (2002).

## Біографія
Закінчивши у 1950 році 10 класів, Герберт Єфремов вступив до Ленінградського військово-механічного інституту, який закінчив за спеціальністю «Приладобудування».
Після закінчення вишу був направлений з Союзну ОКБ-52 Мінавіапрому СРСР у Реутові Московської області (конструкторське бюро ракетно-космічної техніки під керівництвом академіка Володимира Челомея.
У 1970-1984 роках — заступник головного конструктора і начальника ЦКБМ. У 1984 році став генеральним конструктором НВО машинобудування. У 1991 році обійняв посаду генерального конструктора — генерального директора підприємства, займав цю посаду до 2007 року. З 2007 року — почесний генеральний директор, почесний генеральний конструктор АТ «ВПК« НВО машинобудування», радник голови корпорації з науки.
Вчений викладав в Московському авіаційному інституті, з 1990 року викладав в МГТУ ім. Баумана. Автор ряду наукових праць, співавтор понад 80 винаходів.
Герберт Єфремов брав безпосередню участь і керував створенням:
- комплексів з крилатими ракетами для стрільби по наземних цілях (П-5, П-5д, С-5, «Метеорит»);
- протикорабельних комплексів (П-6 , П-35 , «Прогрес», «Аметист», «Малахіт», «Базальт», «Вулкан», «Граніт», «Онікс»);
- морський крилатої ракети «Яхонт»;
- морський крилатої ракети «БраМос» (для індійських військово-морських сил);
- ракетних комплексів стратегічного призначення з МБР УР-100, УР-100К, УР-100У, УР-100Н, УР-100Н УТТХ;
- автоматичних космічних станцій «Алмаз» («Космос-1870») (1987 рік) і «Алмаз-1» (1991 рік);
- ракети-носія «Стріла»;
- малих космічних апаратів «Кондор-Е» і «Руслан».
- гіперзвукового бойового блоку «Авангард» для міжконтинентальної балістичної ракети[1][2].

З 1984 року (після смерті Володимира Челомея) — генеральний конструктор, з 1989 по 2007 рік — генеральний директор, генеральний конструктор ВАТ «ВПК "НВО машинобудування"». У важкий період після розпаду СРСР зумів зберегти науково-технічний і кадровий потенціал підприємства, що дозволило не тільки продовжити роботи по виконанню державного оборонного замовлення, а й вийти на міжнародний ринок озброєнь з конкурентною продукцією. Автор великої кількості винаходів, почесний член Російської академії ракетних і артилерійських наук, член Академії військових наук Російської Федерації та інших відомчих академій.
Син Роман (нар. 1960) — біофізик, заступник директора ИБХ РАН, професор МІЕМ.

## Нагороди та відзнаки
- Орден Святого апостола Андрія Первозванного (2020)
- Герой Праці Російської Федерації (2017)
- Герой Соціалістичної Праці (1963) - за створення комплексів П-6 і П-35
- Орден Леніна (1963)
- Орден Трудового Червоного Прапора (1971)
- Орден «Знак Пошани» (1959)
- Орден «За заслуги перед Вітчизною» II ступеня (26 червня 2013 року), за видатний внесок у розвиток ракетно-космічної галузі, зміцнення обороноздатності країни і багаторічну плідну роботу
- Орден «За заслуги перед Вітчизною» III ступеня (2003)
- медалі
- Ленінська премія (1982)
- Державна премія СРСР (1974)
- Премія Уряду РФ (по спецтехніці) (2002)
- Державна премія маршала Г.К.Жукова (2003)
- Орден «Падма Бхушан» (Індія, 2003)
- Почесний громадянин міста Реутов (1995)
- Іменем Г.Єфремова названа мала планета сонячної системи, зареєстрована в міжнародному каталозі під номером 9718 Гербєфремов.

## Виноски
1. ↑  Путин назвал имя автора гиперзвукового блока «Авангард». Архів оригіналу за 18 лютого 2022. Процитовано 19 вересня 2020.
2. ↑  Редакционная статья Путин: США вынудили Россию создать гиперзвуковое оружие [Архівовано 19 вересня 2020 у Wayback Machine.]. «Коммерсантъ», общероссийская газета, 19 сентября 2020 года.